# Ascorhynchus agassizi
Ascorhynchus agassizi is een zeespin uit de familie Ascorhynchidae. De soort behoort tot het geslacht Ascorhynchus. Ascorhynchus agassizi werd in 1893 voor het eerst wetenschappelijk beschreven door Schimkewitsch. 